# Orchestra of Knives
| Оценки критиков         | Оценки критиков |
| Источник                | Оценка          |
| ----------------------- | --------------- |
| Reflections of Darkness | [ 1 ]           |
| Metal1.info             | [ 2 ]           |
| Side-Line               | [ 3 ]           |
| Laut.de                 | [ 4 ]           |
| Norway Rock Magazine    | [ 5 ]           |

Orchestra of Knives — седьмой студийный альбом норвежской индастриал-рок группы Zeromancer, выпущенный 24 сентября 2021 года на звукозаписывающем лейбле Trisol Music Group.
29 июля 2022 года альбом был выпущен в формате виниловой пластинки в двух ограниченных (300 копий каждое) изданиях: норвежском и европейском.

## Список композиций
| №                   | Название                               | Длительность |
| ------------------- | -------------------------------------- | ------------ |
| 1.                  | «Testimonial»                          | 4:34         |
| 2.                  | «Damned Le Monde»                      | 4:01         |
| 3.                  | «Transparency»                         | 4:15         |
| 4.                  | «Mourners»                             | 4:25         |
| 5.                  | «Birthday»                             | 2:43         |
| 6.                  | «Terminal Love»                        | 4:05         |
| 7.                  | «Worth Less Than Deutsche Marks To Me» | 4:22         |
| 8.                  | «Orchestra Of Knives»                  | 4:46         |
| 9.                  | «Stand On Ceremony»                    | 4:46         |
| 10.                 | «San Zero»                             | 3:10         |
| Общая длительность: | Общая длительность:                    | 41:07        |

## Участники записи

### Состав группы
- Алекс Мёклебуст (норв. Alex Møklebust) — вокал.
- Ким Льюнг (норв. Kim Ljung) — бас-гитара.
- Норальф Ронти (норв. Noralf Ronthi) — барабаны.
- Пер-Олаф Виик (норв. Per-Olav Wiik — гитара.
- Лорри Кристиансен (норв. Lorry Kristiansen) — клавишные, программирование.